# Стащинська Розтока
Стащинська Розтока (словац. Stakčínska Roztoka) — село в Словаччині, Снинському окрузі Пряшівського краю. Розташоване в північно-східній частині Словаччини в долині потока Ольховец.

## Історія
Давнє лемківське село. Вперше згадується у 1574 році.

## Населення
| Рік:            | 1993 | 2003    | 2013    | 2023     |
| --------------- | ---- | ------- | ------- | -------- |
| Кількість осіб: | 335  | 337     | 333     | 277      |
| Різниця:        |      | +0,59 % | -1,18 % | -16,81 % |

| Рік:            | 2022 | 2023    |
| --------------- | ---- | ------- |
| Кількість осіб: | 282  | 277     |
| Різниця:        |      | -1,77 % |

В селі проживає 332 особи.
Національний склад населення (за даними останнього перепису населення — 2001 року):
- словаки — 84,18 %
- русини — 12,54 %
- українці — 2,39 %
- чехи — 0,90 %

Склад населення за приналежністю до релігії станом на 2001 рік:
- греко-католики: 89,85 %,
- римо-католики: 3,28 %,
- православні: 2,39 %,
- не вважають себе віруючими або не належать до жодної вищезгаданої церкви: 4,18 %